# Lê Tuấn
 (décembre 2024).
Lê Tuấn est un chanteur vietnamien ayant marqué la scène musicale dans les années 1990 et 2000. Surnommé « le prince de la musique vietnamienne », il connait une grande popularité grâce à ses chansons romantiques.

## Biographie
Lê Văn Tuấn (黎文俊) est né en 1962 à district de Phú Nhuận, ville de Saïgon, alors capitale de la République du Viêt-Nam. Sa famille appartient à la génération tonkinoise de catholiques immigrés en 1954, du port de Hải Phòng. Sa mère était une intellectuelle et ouvrait un café où elle jouait souvent des disques vinyles de musique française ou de musique romantique vietnamienne.
Après avoir obtenu son diplôme d'études secondaires, Lê Tuấn a passé l'examen et a réussi l'examen de l'Université d'économie de Hô Chi Minh-Ville. Bien qu'il ait très bien étudié, à la fin des années 1970 et au début des années 1980, l'économie vietnamienne était très difficile et un diplôme en économie n'avait donc aucune valeur. Juste après avoir remporté la médaille d'or du «Concours de chant pour les étudiants de l’Université d’économie de Hô Chi Minh-Ville», il décide de se tourner vers une carrière de chanteur. Ce choix n’a pas été soutenu par sa famille, car les croyances contemporaines considéraient encore l’art comme une entreprise sans but. À cette époque, l'allocation mensuelle standard pour les étudiants n'était que de 18₫, tandis que le revenu nocturne des chanteurs variait entre 20 et 80₫. Cependant, selon les aveux de Lê Tuấn, l'important est qu'il puisse assouvir sa passion d'enfance.
1985 à 1995 : De la scène à la télévision
Initialement, Lê Tuấn a étudié le solfège chez le musicien Nguyễn Văn Hiên et sa épouse - professeur Kiều Bạch. Il est rapidement devenu la voix prééminente de la Maison culturelle de la jeunesse, 1er arrondissement de Hô Chi Minh-Ville. Le musicien Thanh Trì a aidé Lê Tuấn à suivre un cours de chant de trois mois au Théâtre du Lotus. Cette scène d'ouverture très importante a permis à Lê Tuấn et Nguyễn Hưng de dépasser près d'un millier de candidats pour devenir le chanteur officiel du Ensemble de musique légère de Saïgon, la chorale la plus influente du Vietnam, en 1983. Lorsque l’art vietnamien fut officiellement «délié» en 1986, Lê Tuấn décida de quitter le syndicat pour devenir chanteur indépendant. À partir de cette date et jusqu'en 1993 environ, Lê Tuấn est rapidement devenu un phénomène musical captivant dans tout le Vietnam. Sa voix n’existe pas seulement dans les salons de thé mais résonne sur les ondes de la télévision et même sur les chariots de bonbons. Ces voitures étaient souvent équipées de haut-parleurs pour diffuser des chansons associées à Lê Tuấn, faisant de lui «le gars de tout le monde».
À la fin des années 1980 et au début des années 1990, l’appareil de divertissement le plus populaire auprès des Vietnamiens était le lecteur de cassettes, apprécié des jeunes. Lê Tuấn interprète principalement des chansons adaptées à l'âge des élèves, en plus de chansons lyriques sur sa ville natale et famille. C’était l’époque où la société vietnamienne était extrêmement misérable politiquement et économiquement, donc tout le monde avait tendance à aimer les mélodies douces avec des paroles pures, particulièrement liées à l'enfance, à la jeunesse et aux pensées morales. Lê Tuấn chante souvent avec Thủy Tiên et ils forment un couple en or recherché chaque jour par la presse. À cette époque, selon Lê Tuấn, lui et Thủy Tiên ont convenu qu'ils feraient semblant de s'aimer pour que la presse ait une chance de les reprendre. C'est pourquoi les médias vietnamiens contemporains lui ont donné des surnoms tels que : Prince Cendrillon (Hoàng tử Lọ Lem), Prince de la musique légère (Hoàng tử nhạc nhẹ), Roi des cassettes (Ông hoàng cát-xét)... À son meilleur, Lê Tuấn recevait toujours 25% des bénéfices de chaque spectacle de la part des organisateurs. Dans des interviews à la presse, Lê Tuấn a déclaré qu'en moyenne, il était normal qu'il présente 5 à 7 shows chaque soir. Cet emploi du temps chargé l'a amené à tomber dans un état de «toxicomanie». Lê Tuấn était donc déterminé à «arrêter de fumer».
En 1995, Lê Tuấn a soudainement arrêté de se produire sur scène. Toutes les chaînes de télévision et les cassettes musicales ne portent plus sa marque. Même si l'opinion publique et la presse s'interrogeaient depuis plusieurs années, Lê Tuấn n'a pas pris la parole, ce qui a encore stimulé la curiosité du public et a même donné lieu à des rumeurs malveillantes.
1995 à 2005 : Du "prince" à "millionnaire"
Après avoir pris une pause dans le chant, Lê Tuấn a passé beaucoup de temps à prendre soin de sa mère. Il fait construire une grande villa de style japonais au centre d'Hô Chi Minh Ville. De plus, il fait régulièrement de l'exercice (gym et yoga) et voyage seul.
Cependant, pendant cette période, Lê Tuấn assistait encore à un certain nombre d'événements culturels et artistiques prestigieux à Hô Chi Minh-Ville et assistait également aux funérailles de plusieurs artistes. C'est aussi l'époque où de nombreux artistes partent à l'étranger et renoncent à leur citoyenneté vietnamienne. Pour cette raison, certains tabloïds ont confirmé que Lê Tuấn s'était effectivement installé aux États-Unis d'Amérique. Cependant, il a répondu qu’il «n’avait jamais eu l’intention de quitter définitivement le Vietnam».
2005 à aujourd'hui : "Le roi des chansons d'amour"
À l'époque glorieuse de VaguesVertes, le mouvement visant à écouter de la musique sur CD-DVD-VCD dominait presque le marché du divertissement vietnamien. Les cassettes devenant obsolètes, Lê Tuấn a commencé à organiser quelques petits concerts pour remercier ses fans. À la fin des années 2000 et au début des années 2010, c’était quelque chose que peu de chanteurs pouvaient faire, car le budget était très élevé.
Selon les aveux de Lê Tuấn à la presse, il a un talent littéraire depuis son enfance et a même très bien étudié la littérature. Depuis qu'il est étudiant, il tient un journal. Il partage souvent ces choses sur son Facebook personnel. Durant la pandémie de Covid-19, Lê Tuấn en a profité pour commencer à rédiger ses mémoires et envisage de les publier un jour.
Une fois la pandémie passée, Lê Tuấn a recommencé à se produire sur scène. Son endroit préféré est la scène du salon de Trống Đồng ("tambour en bronze") et Cầu Vồng 126, 3e arrondissement de Hô Chi Minh-Ville.

## Carrière
Ce que Lê Tuấn a en commun avec Nguyễn Hưng et certains des meilleurs chanteurs de musique légère du Vietnam dans les années 1980, c'est la combinaison du chant et de la danse, ce qui convient très bien aux boîtes de nuit. Cependant, tandis que Nguyễn Hưng se concentre sur la chorégraphie, Lê Tuấn se concentre sur la prononciation. Un journaliste a dit un jour : «Nguyễn Hưng chante avec ses talons, tandis que Lê Tuấn chante avec sa nez».
Lorsqu'il choisit ses tenues de spectacle, Lê Tuấn imite souvent le style de John Travolta (depuis La Fièvre du samedi soir) et de certains artistes disco célèbres des années 1980. Selon le chanteur Đan Trường, la raison pour laquelle il aime porter ses cheveux séparés et chanter souvent des chansons étudiantes est parce qu'il est un grand fan de Lê Tuấn.
La grande influence de Lê Tuấn sur HTV à la fin du XXe siècle a créé une tendance innovante dans la musique vietnamienne. C'est le phénomène des chanteurs masculins interprétant des chansons pour les jeunes, ce que seuls les groupes pouvaient faire auparavant. Il existe même une convention implicite dans le monde du spectacle selon laquelle tout chanteur qui monte sur scène doit être capable de combiner chant et danse. À partir de Lê Tuấn et Thủy Tiên, la forme du duo homme-femme (cặp bài trùng, "paires correspondantes") est devenue populaire dans le répertoire jeunesse en Vietnam. Cela a même influencé l’industrie cinématographique, notamment dans les drames romantiques.
Dans sa relation de travail, Lê Tuấn est particulièrement proche de Vũ Linh ; ils étaient frères jurés. De nombreux téléspectateurs pensaient même à tort qu’ils étaient frères. En plus, il a confié qu'il se sentait très honoré de pouvoir partager la scène avec de grandes idoles comme : Thanh Lan, Bảo Yến, Nhã Phương, Cẩm Vân. Lê Tuấn a une sœur cadette qui est également chanteuse nommée Hồng Ngọc, mais elle a rapidement émigré à l'étranger car il était difficile de rivaliser avec des chanteurs célèbres.

### Produits
Albums
Selon une statistique préliminaire de Lê Tuấn lui-même, sa carrière de chanteur comptait au moins 500 chansons avec plus de 2000 cassettes et vidéos, mais à cause de facteurs subjectifs de technologie dans les années 1980 et 1990, elles ont été perdues dans de nombreux endroits.
Concerts
- Charme vietnamien 2 & 3 (Duyên Dáng Việt Nam), 1995-6
- Lê Tuấn et les amis (Lê Tuấn và những người bạn), 2007
- Thème Phạm Đăng Khương : Comme un vent soudain (Như cơn gió vô tình), 2007

Filmographie
- Vague d'amour (Sóng tình) : Film vidéo, rôle masculin principal. Directeur Lý Sơn, producteur Lý Huỳnh, Studio Ly-Huynh, 1994

### Récompenses
- Prix «Abricot Jaune» de l'artiste le plus populaire, Journal «L'Ouvrier», 1993-4-5-6

### Bibliographiques
- (vi) « Histoire de la musique vietnamienne : Sous-section Lê Tuấn », sur hoiamnhachahoi.org, 2020
- (vi) « Bref historique de la nouvelle musique vietnamienne », sur Vmef.vn, 2019